# Леглиз
Леглиз (на френски: Léglise) е селище в Южна Белгия, окръг Ньофшато на провинция Люксембург. Населението му е около 4100 души (2006).